# João Paulo Fernandes (futbolista)
João Paulo Moreira Fernandes (Ribeira Grande, 26 de mayo de 1998) es un futbolista caboverdiano. Juega de extremo y su equipo es el Oțelul Galați de la Liga I.

## Selección nacional
Debutó con la selección de Cabo Verde el 8 de junio de 2021 ante Senegal. Fue citado a la Copa Africana de Naciones 2021.

### Participaciones en Copa Africana de Naciones
| Copa                           | Sede            | Resultado        |
| ------------------------------ | --------------- | ---------------- |
| Copa Africana de Naciones 2021 | Camerún         | Octavos de final |
| Copa Africana de Naciones 2023 | Costa de Marfil | Cuartos de final |

## Clubes
| Club                   | País       | Año           |
| ---------------------- | ---------- | ------------- |
| Sporting da Praia      | Cabo Verde | 2018          |
| S. C. Maria da Fonte   | Portugal   | 2018-2019     |
| Leça F. C.             | Portugal   | 2019-2021     |
| C. D. Feirense         | Portugal   | 2021-2023     |
| F. C. Sheriff Tiraspol | Moldavia   | 2023-2025     |
| Oțelul Galați          | Rumania    | 2025-presente |

## Palmarés

### Títulos nacionales
| Título           | Club                   | País     | Año  |
| ---------------- | ---------------------- | -------- | ---- |
| Copa de Moldavia | F. C. Sheriff Tiraspol | Moldavia | 2025 |